# Anidride succinica
L'anidride succinica è l'anidride ciclica dell'acido succinico. Ha carattere debolmente acido. Rappresenta la forma satura dell'anidride maleica.

## Preparazione
In laboratorio, questo materiale può essere preparato mediante disidratazione dell'acido succinico. Tale disidratazione può avvenire con l'aiuto di cloruro di acetile o cloruro di fosforile, o termicamente.
Industrialmente, l'anidride succinica viene preparata mediante idrogenazione catalitica dell'anidride maleica.

## Reazioni
L'anidride succinica si idrolizza prontamente per dare acido succinico:
{\displaystyle {\ce {(CH2CO)2O + H2O -> (CH2CO2H)2}}}
Con gli alcoli si verifica una reazione simile, fornendo il monoestere:
{\displaystyle {\ce {(CH2CO)2O + ROH -> RO2CCH2CH2CO2H}}}

## Composti correlati
L'anidride maleica subisce la reazione ene con alcheni per dare anidridi alchenilsucciniche. Tali composti sono agenti collanti nell'industria della carta. In questo ruolo, si propone che l'anidride formi un estere con i gruppi idrossilici sulle fibre di cellulosa. L'anidride maleica subisce una reazione simile con il poliisobutilene per dare l'anidride poliisobutilenilsuccinica, una sostanza chimica comune nell'industria degli additivi petroliferi.